# Nothofagus pumilio
Nothofagus pumilio (o Lenga) és una espècie d'arbre caducifoli dins la família Nothofagaceae és natiu dels Andes del sud, en les boscos temperats de Xile i Argentina a Terra del Foc, des de 35° de latitud sud fins a 56°. Es regenera fàcilment després d'un incendi. S'ha trasplantat a Escòcia. La seva fusta és de bona qualitat i fàcil de treballar.

## Descripció
Al sud de Patagònia arriba a fer més de 30 m d'alt. en moltes regions creix per sobre dels 1.000 m d'altitud només en forma d'arbust. Les fulles són el·líptiques i dentades de 2-4 cm de llargada. El fruit fa 4-7 mm de llargada.

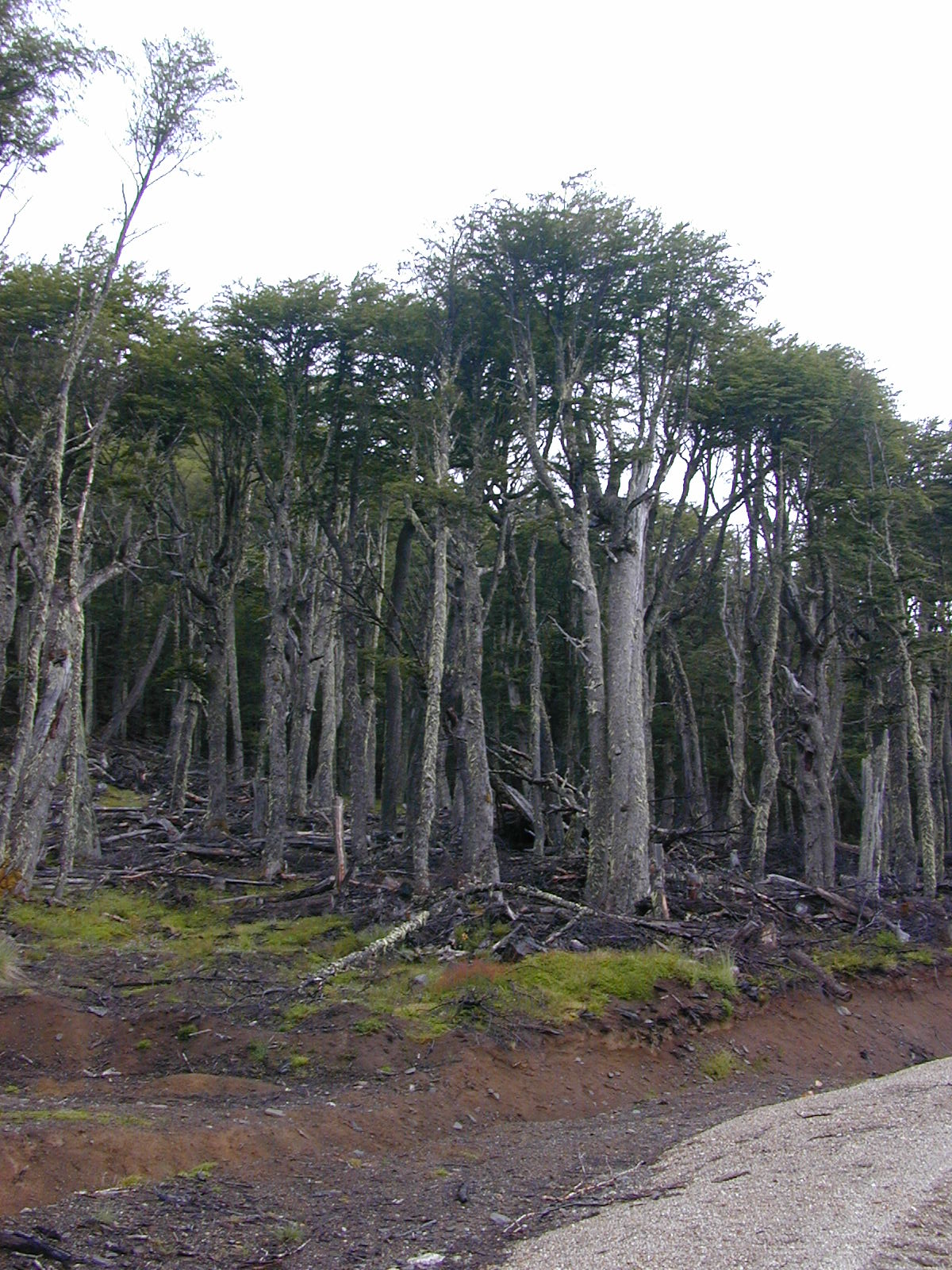
Bosc de Lenga a la regió xilena d'Aisen